# ミンギュ
ミンギュ（英: MINGYU、朝: 민규、中: 珉奎、1997年4月6日 - ）は、韓国出身のアイドル。男性アイドルグループ・SEVENTEENのメンバー。PLEDISエンターテインメント所属。本名はキム・ミンギュ（朝: 김민규、朝: 金珉奎、英: Kim Mingyu）。京畿道安養市出身。

## 来歴
2015年5月2６日、「SEVENTEEN」のメンバーとしてデビュー。

## 出演

### バラエティ
- ジャングルの法則（2017年、SBS）[5]
- Luangta Maha-chon（2017年、タイChanel3）[6]
- マスターキー（2017年、SBS）[7][8]
- 週刊アイドル（2018年、MBC Every1）[9]
- バトルトリップ（2018年、KBS2）[10][11]
- ハッピートゥゲザー4（2019年、KBS2）[12]
- 全知的おせっかい視点（2019年、MBC）[13]
- ペク・ジョンウォンの路地裏食堂（2019年、SBS）[14]
- 私の手の中の姪っ子TV（2019年、tvN）[15]
- ランニングマン（2020年、SBS）[16]

### MC
- 2016 DREAM CONCERT（2016年）[17][18]
- M COUNTDOWN（2016年、Mnet）[19]
- KBS歌謡祭（2017年、KBS2）[20]
- 人気歌謡（2018年2月18日、SBS）[21]

### 雑誌
- ARENA HOMME +（2019年4月号）[22]
- L'OFFICIEL HOMMES[23]
- HIGH CUT（2019年4月号）[24]
- COSMOPOLITAN（2019年5月号）[25]
- COSMOPOLITAN（2021年4月号）[26]
- W KOREA（2021年6月号）[27]
- 1st Look（第225号）[28]